# Grand Prix automobile de France 1988
Résultats du Grand Prix de France de Formule 1 1988 qui a eu lieu sur le circuit Paul Ricard le 3 juillet.

## Classement
| Pos. | No | Pilote             | Écurie               | Tours | Temps/Abandon                      | Grille | Points |
| ---- | -- | ------------------ | -------------------- | ----- | ---------------------------------- | ------ | ------ |
| 1    | 11 | Alain Prost        | McLaren-Honda        | 80    | 1 h 37 min 37 s 328 (187,482 km/h) | 1      | 9      |
| 2    | 12 | Ayrton Senna       | McLaren-Honda        | 80    | + 31 s 752                         | 2      | 6      |
| 3    | 27 | Michele Alboreto   | Ferrari              | 80    | + 1 min 06 s 505                   | 4      | 4      |
| 4    | 28 | Gerhard Berger     | Ferrari              | 79    | + 1 tour                           | 3      | 3      |
| 5    | 1  | Nelson Piquet      | Lotus-Honda          | 79    | + 1 tour                           | 7      | 2      |
| 6    | 19 | Alessandro Nannini | Benetton-Ford        | 79    | + 1 tour                           | 6      | 1      |
| 7    | 2  | Satoru Nakajima    | Lotus-Honda          | 79    | + 1 tour                           | 8      |        |
| 8    | 15 | Mauricio Gugelmin  | March-Judd           | 79    | + 1 tour                           | 16     |        |
| 9    | 16 | Ivan Capelli       | March-Judd           | 79    | + 1 tour                           | 10     |        |
| 10   | 22 | Andrea De Cesaris  | Rial-Ford            | 78    | + 2 tours                          | 12     |        |
| 11   | 18 | Eddie Cheever      | Arrows-Megatron      | 78    | + 2 tours                          | 13     |        |
| 12   | 36 | Alex Caffi         | Scuderia Italia-Ford | 78    | + 2 tours                          | 14     |        |
| 13   | 29 | Yannick Dalmas     | Larrousse-Ford       | 78    | + 2 tours                          | 19     |        |
| 14   | 33 | Stefano Modena     | Eurobrun-Ford        | 77    | + 3 tours                          | 20     |        |
| 15   | 23 | Pierluigi Martini  | Minardi-Ford         | 77    | + 3 tours                          | 22     |        |
| Nc.  | 24 | Luis Pérez-Sala    | Minardi-Ford         | 70    | Non classé                         | 25     |        |
| Abd. | 32 | Oscar Larrauri     | Eurobrun-Ford        | 64    | Embrayage                          | 26     |        |
| Abd. | 21 | Nicola Larini      | Osella               | 56    | Transmission                       | 24     |        |
| Abd. | 10 | Bernd Schneider    | Zakspeed             | 55    | Boîte de vitesses                  | 21     |        |
| Abd. | 5  | Nigel Mansell      | Williams-Judd        | 48    | Suspension                         | 9      |        |
| Abd. | 30 | Philippe Alliot    | Larrousse-Ford       | 46    | Panne électrique                   | 18     |        |
| Abd. | 3  | Jonathan Palmer    | Tyrrell-Ford         | 40    | Moteur                             | 23     |        |
| Abd. | 6  | Riccardo Patrese   | Williams-Judd        | 35    | Freins                             | 15     |        |
| Abd. | 20 | Thierry Boutsen    | Benetton-Ford        | 28    | Moteur                             | 5      |        |
| Abd. | 14 | Philippe Streiff   | AGS-Ford             | 20    | Fuite d'essence                    | 17     |        |
| Abd. | 17 | Derek Warwick      | Arrows-Megatron      | 11    | Sortie de piste                    | 11     |        |
| Ex.  | 9  | Piercarlo Ghinzani | Zakspeed             |       | Exclu                              |        |        |
| Nq.  | 25 | René Arnoux        | Ligier-Judd          |       | Non qualifié                       |        |        |
| Nq.  | 4  | Julian Bailey      | Tyrrell-Ford         |       | Non qualifié                       |        |        |
| Nq.  | 26 | Stefan Johansson   | Ligier-Judd          |       | Non qualifié                       |        |        |
| Npq. | 31 | Gabriele Tarquini  | Coloni-Ford          |       | Non préqualifié                    |        |        |

## Pole position et record du tour
- Pole position : Alain Prost en 1 min 07 s 589 (vitesse moyenne : 203,092 km/h).
- Meilleur tour en course : Alain Prost en 1 min 11 s 737 au 45e tour (vitesse moyenne : 191,349 km/h).

## Tours en tête
- Alain Prost : 56 (1-36 / 61-80)
- Ayrton Senna : 24 (37-60)

## À noter
- 32e victoire pour Alain Prost.
- 62e victoire pour McLaren en tant que constructeur.
- 34e victoire pour Honda en tant que motoriste.
- Piercarlo Ghinzani est exclu pour ne pas s'être présenté à la pesée.